# Helina bohemani
Helina bohemani este o specie de muște din genul Helina, familia Muscidae. A fost descrisă pentru prima dată de Ringdahl în anul 1916. Conform Catalogue of Life specia Helina bohemani nu are subspecii cunoscute.